# MTV Movie Awards 1996
5. gala MTV Movie Awards odbyła się 8 czerwca 1996 roku w Burbank w Kalifornii. 
Prowadzącymi uroczystość byli Ben Stiller i Janeane Garofalo.
Filmy, które wykorzystano w parodii: Twister, Braveheart. Waleczne serce, Clueless, Siedem.

## Nominacje

### Najlepszy film
- Siedem
- Apollo XIII
- Braveheart. Waleczne serce
- Clueless
- Młodzi gniewni

### Najlepszy aktor
- Jim Carrey – Ace Ventura: Zew natury
- Mel Gibson – Braveheart. Waleczne serce
- Tom Hanks – Apollo XIII
- Denzel Washington – Karmazynowy przypływ
- Brad Pitt – Dwanaście małp

### Najlepsza aktorka
- Alicia Silverstone – Clueless
- Sandra Bullock – Ja cię kocham, a ty śpisz
- Michelle Pfeiffer – Młodzi gniewni
- Susan Sarandon – Przed egzekucją
- Sharon Stone – Kasyno

### Najbardziej pożądany aktor
- Brad Pitt – Siedem
- Antonio Banderas – Desperado
- Mel Gibson – Braveheart. Waleczne serce
- Val Kilmer – Batman Forever
- Keanu Reeves – Spacer w chmurach

### Najbardziej pożądana aktorka
- Alicia Silverstone – Clueless
- Sandra Bullock – Ja cię kocham, a ty śpisz
- Nicole Kidman – Batman Forever
- Demi Moore
- Michelle Pfeiffer – Młodzi gniewni

### Najlepsza rola przełomowa
- George Clooney – Od zmierzchu do świtu
- Sean Patrick Flanery – Zagadka Powdera
- Natasha Henstridge – Gatunek
- Lela Rochon – Czekając na miłość
- Chris Tucker – Piątek

### Najlepszy team
- Chris Farley i David Spade – Tomcio Grubasek
- Martin Lawrence i Will Smith – Bad Boys
- Ice Cube i Chris Tucker – Piątek
- Brad Pitt i Morgan Freeman – Siedem
- Tom Hanks i Tim Allen – Toy Story

### Najlepszy czarny charakter
- Kevin Spacey – Siedem
- Jim Carrey – Batman Forever
- Joe Pesci – Kasyno
- Tommy Lee Jones – Batman Forever
- John Travolta – Tajna broń

### Najlepszy artysta komediowy
- Jim Carrey – Ace Ventura: Zew natury
- Chris Farley – Tomcio Grubasek
- Adam Sandler – Farciarz Gilmore
- Alicia Silverstone – Clueless
- Chris Tucker – Piątek

### Najlepsza piosenka filmowa
- Sittin' Up in My Room (Brandy) – Czekając na miłość
- Gangsta's Paradise (Coolio) Młodzi gniewni
- Waiting to Exhale (Whitney Houston) – Czekając na miłość
- Kiss from a Rose (Seal) – Batman Forever
- Hold Me, Thrill Me, Kiss Me, Kill Me (U2) – Batman Forever

### Najlepszy pocałunek
- Natasha Henstridge i Matthew Ashford – Gatunek
- Antonio Banderas i Salma Hayek – Desperado
- Sophie Okonedo i Jim Carrey – Ace Ventura: Zew natury
- Winona Ryder i Dermot Mulroney – Skrawki życia
- Aitiana Sanchez-Gijon i Keanu Reeves – Spacer w chmurach

### Najlepsza scena akcji
- scena z samolotem – Bad Boys
- walka – Braveheart. Waleczne serce
- eksplozja metra – Tajna broń
- jazna przez Nowy Jork, eksplozja i wykolejenie w metrze – Szklana pułapka III

### Najlepszy nowy twórca
- Wes Anderson, reżyser filmu Trzech facetów z Teksasu

### Nagroda za osiągnięcie życia
- Godzilla